# Gösta Palm
Gösta Erik Vilhelm Palm, född 26 augusti 1907  i Göteborg, död 24 april 1954 i Torslunda församling på Öland, var en svensk målare.
Palm studerade för Ture Ander i Rackstadsgruppen och gjorde resor i Frankrike innan han 1931 kom in på Valands konstskola i Göteborg. Han har gjort ett fridsamt landskapsmåleri främst från Stockholmstrakten och Öland. Palm anknöt till sin farbror Torsten Palms och William Nordings impressionisitiska grupp Vicklebyskolan, dit han kom att räknas.
Gösta Palm gifte sig 1935 med Ebba Ståhle (1909–1993) som var husmor på Ölands folkhögskola från 1933 fram till sin pensionering. Paret gjorde resor till Frankrike men bodde i Skogsby på Öland. Gösta Palms ateljé finns fortfarande bevarad men flyttades från folkhögskolan till söder om byn.
Separatutställningar: Stockholm, Kalmar och Växjö.
 Representerad vid Kalmar läns museum, Kalmar konstmuseum, Moderna museet, och Smålands museum.
Makarna Palm är begravda på Torslunda kyrkogård.

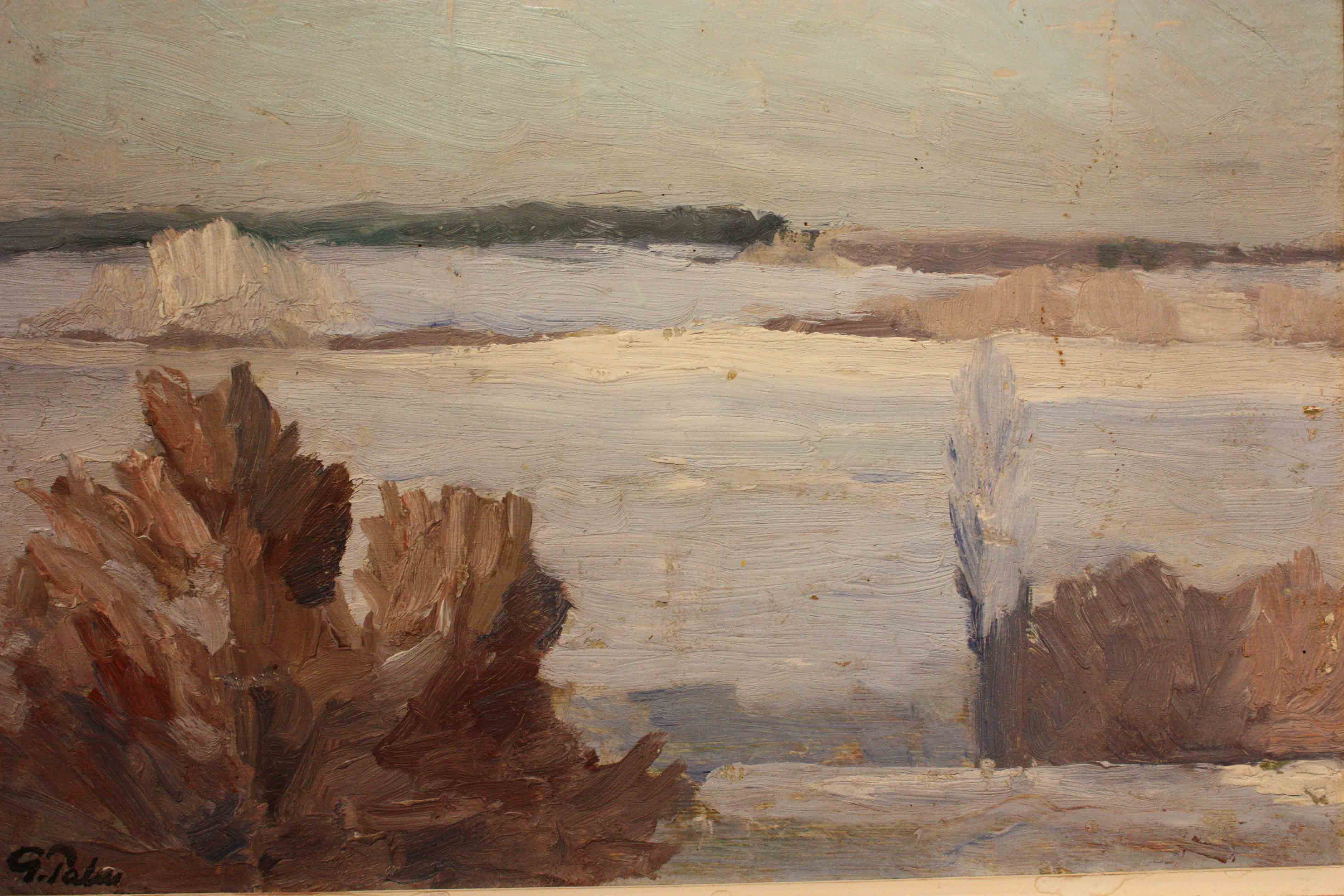
Ölandsvinter, 1940.